# 都路華香
都路 華香（つじ かこう、明治3年12月23日（1871年2月12日） - 昭和6年（1931年）8月4日）は、日本の明治時代から昭和時代かけて活躍した日本画家。幸野楳嶺の弟子で、菊池芳文、竹内栖鳳、谷口香嶠とともに楳嶺門下の四天王と呼ばれた。

## 略伝
現在の京都市中京区姉小路通小川東入ル宮木町で、父定七と母このの長男として生まれる。通称は辻宇之助、本名は良景。字は子春。都路華香は号で、晩年は再生菴と称した。父は友禅描きを生業としていた。明治13年（1880年）9歳で幸野楳嶺に弟子入りする。都路華香の号は楳嶺が付けたもので、「辻」は和製漢字で元来中国には無い字のため、都良香の名前に倣い、「都」の「路」に「華」の「香」りがするという意味で命名された。楳嶺四天王の中で華香が最も年下であるが、入門は最も早く、翌年芳文と栖鳳が入門する際その取次をしたのは華香だったという。若い頃の華香は伏し目がちで、栖鳳や香嶠から「下見て暮らせ」という渾名をつけられるほどだった。14歳まで楳嶺のもとで学んだが、家庭の事情で続けることが出来ず、家で父と友禅の絵を描いた。16歳頃には染色学校の本科生となり理化学などを学び、夜学に通って英語を3年間学んだという。ただし、加藤英舟の回想によると、楳嶺のもとには時おり通ったようだ。
明治23年（1890年）第3回内国勧業博覧会に《渓鶯惜春》《月下双猿掛軸》を出品し、前者が褒状を受け、以後しばしば展覧会に出品し受賞を重ねる。20代の頃には川合玉堂や山元春挙と親しく、共に写生旅行に出かけたり、出品前の作品を持ち寄り互いに批評し合った。明治28年（1895年）師楳嶺が亡くなるが、華香に栖鳳、芳文、香嶠のように華香を長旅に同伴させ写生や有力者に紹介する機会を与えられなかった事を気にしていたという。同年第4回内国勧業博覧会に出品された橋本雅邦の《釈迦・十六羅漢図》《龍虎図》に感銘を受け、玉堂と共に東京に出て雅邦に弟子入りすることも考えたが、実現しなかった。明治32年（1899年）6月から建仁寺の黙雷禅師に参禅。このため華香には禅をモチーフにした作品が多く、そうでない作品にも禅に通じる精神性や大らかさ、自由闊達さが感じられる。また、これ以降波の表現に拘った作品をしばしば制作しており、華香の画業の特色と言える。
明治38年（1905年）第10回新古美術品展覧会から審査員を嘱託され、以後毎年嘱託を受ける。明治43年（1910年）京都市立絵画専門学校（現在の京都市立芸術大学）の嘱託教員となる（翌年講師、大正5年（1916年）教諭）。同年から開催された文展にはほぼ毎年出品し、大正5年（1916年）の《埴輪》で特選。同年には、正八位次いで従七位に叙せられ、大正8年（1919年）正七位、大正11年（1922年）従六位、大正13年（1924年）正六位、大正14年（1925年）正五位に昇叙される。大正13年の第5回帝展からは審査員を務める。翌年3月京都市立絵画専門学校校長心得兼美術工芸学校校長心得に任命され、翌年心得が取れ高等官四等を以て待遇される（翌年三等）。昭和3年（1928年）胃がんの手術を受け退院、以後再生菴と称す。昭和5年（1930年）秋より神経痛を患い、翌年5月死期が近いことを知らされる。亡くなる直前に勲六等瑞宝章、没日には高等官二等待遇を受けるも、60歳で逝去。法名「一枝院華香良景居士」。墓は建仁寺塔頭霊洞院。
弟子に長男の都路華明、冨田溪仙、皆川月華、高橋秋華、岩田秀耕など。

## 作品
| 作品名       | 技法             | 形状・員数 | 寸法（縦x横cm）   | 所有者                                     | 年代                 | 出品展覧会                                         | 落款・印章 | 備考                               |
| ------------ | ---------------- | ---------- | ----------------- | ------------------------------------------ | -------------------- | -------------------------------------------------- | ---------- | ---------------------------------- |
| 杉林白鶏     | 絹本著色         | 1幅        | 124.2x49.3        | 個人                                       | 1890年（明治23年）   | 京都美術展覧会3等13席銅牌                          |            |                                    |
| 秋霽         | 絹本著色         | 1幅        | 139.0x71.0        | 個人                                       | 1895年（明治28年）   | 日本青年絵画共進会3等2席                           |            |                                    |
| 山水図襖絵   | 紙本墨画淡彩金泥 | 襖19面     |                   | 松花堂美術館                               | 1897年（明治30年）   |                                                    |            | 松花堂庭園内にある泉坊書院の襖絵。 |
| 大塔宮       | 絹本著色         | 1幅        | 155.8x100.5       | 十念寺 (京都市)                            | 1899年（明治32年）   | 後素協会主催第2回全国絵画共進会2等1席銀印（1等無） |            |                                    |
| 機関車図     | 絹本著色         | 1巻        | 32.3x277.2        | 個人                                       | 1899年（明治32年）   | 第5回新古美術展                                    |            |                                    |
| 水底遊漁     | 絹本著色         | 六曲一双   | 151.6x312.0（各） | 京都国立近代美術館                         | 1901年（明治34年）   |                                                    |            |                                    |
| 李太白図     | 絹本著色         | 1幅        | 168.5x116.0       | 京都国立博物館                             | 1901年（明治34年）   | 第7回新古美術品展覧会2等1席銀牌                    |            |                                    |
| 濤声         | 紙本著色         | 六曲一双   | 166.3x367.4（各） | シアトル美術館                             | 1901年（明治34年）   |                                                    |            |                                    |
| 棒空偈       | 紙本墨画淡彩     | 3幅対      | 135.6x62.8        | 京都国立近代美術館                         | 1902年（明治35年）   |                                                    |            |                                    |
| 吉野の桜     | 絹本著色         | 1幅        | 218.5x174.0       | 髙島屋史料館                               | 1903年（明治36年）   |                                                    |            | 染色下絵                           |
| 舞子濱図     | 絹本墨画         | 四曲一隻   | 170.0x261.0       | 愛媛県美術館                               | 1903年（明治36年）頃 |                                                    |            |                                    |
| 太閤観桜図   | 紙本著色         | 六曲一双   | 153.1x358.2（各） | シアトル美術館                             | 1904年（明治37年）頃 |                                                    |            |                                    |
| 松風・村雨図 | 絹本著色         | 六曲一双   | 152.6x357.6（各） | 個人(静岡県立美術館寄託）                  | 1905年（明治38年）   |                                                    |            |                                    |
| 六歌仙図     | 絹本著色         | 1幅        | 130.2x55.3        | 笠岡市立竹喬美術館                         | 1906年（明治39年）頃 |                                                    |            |                                    |
| 岩清水       | 絹本著色         | 四曲一双   | 110.5x177.3（各） | 笠岡市立竹喬美術館                         | 1907年（明治40年）   | 第1回文展                                          |            |                                    |
| 神苑図       | 紙本著色         | 六曲一双   | 123.0x264.0（各） | 京都市立芸術大学芸術資料館                 | 1909年（明治42年）頃 |                                                    |            |                                    |
| 松の月       | 紙本墨画         | 1幅        | 177.1x95.7        | 個人                                       | 1911年（明治44年）   | 第5回文展3等賞                                     |            |                                    |
| 緑波         | 絹本著色         | 四曲一隻   | 168.6x274.3       | グリフィス＆パトリシア・ウェイコレクション | 1911年（明治44年）頃 |                                                    |            |                                    |
| 波千鳥       | 紙本墨画淡彩     | 六曲一双   | 122.6x261.6（各） | グリフィス＆パトリシア・ウェイコレクション | 1911年（明治44年）頃 |                                                    |            |                                    |
| 良夜         | 紙本墨画         | 1幅        | 178.3x77.7        | 京都国立近代美術館                         | 1912年（明治45年）   | 第17回新古美術品展                                 |            |                                    |
| 十牛図       | 紙本墨画         | 1巻        | 36.6x366.8        | 霊洞院                                     | 1913年（大正2年）    |                                                    |            |                                    |
| 夜の雨       | 絹本著色         | 1幅        | 156.5x70.9        | 京都国立近代美術館                         | 1914年（大正3年）頃  |                                                    |            |                                    |
| 白雲紅樹     | 絹本著色         | 1幅        | 127.1x56.5        | 京都国立近代美術館                         | 1914年（大正3年）頃  |                                                    |            |                                    |
| 埴輪         | 紙本著色         | 二曲一双   | 169.5x181.4（各） | 京都国立近代美術館                         | 1916年（大正5年）    | 第10回文展特選7席                                  |            |                                    |
| 緑竹図屏風   | 紙本著色         | 六曲五双   | 167.4x372.6       | 個人                                       | 1916年（大正5年）頃  |                                                    |            |                                    |
| 白鷺城       | 絹本著色         | 1幅        | 184.5x101.8       | 京都国立近代美術館                         | 1919年（大正8年）    | 第1回帝展                                          |            |                                    |
| 萬年台の夕   | 紙本著色         | 1幅        | 168.1x90.5        | 京都市美術館                               | 1920年（大正9年）    | 第2回帝展                                          |            |                                    |
| 東茉里の朝   | 紙本著色         | 1幅        | 168.1x90.5        | 京都市美術館                               | 1920年（大正9年）    | 第2回帝展                                          |            |                                    |
| 豊公娶婦図   | 絹本著色         | 1幅        | 37.3x49.5         | 敦賀市立博物館                             | 1926年（大正15年）   | 第17回京都表展                                     |            |                                    |
| 高野詣       | 紙本著色         | 1幅        | 67.5x83.7         | 京都国立近代美術館                         | 1926年（大正15年）   | 第17回京都表展                                     |            |                                    |
| 十牛図       | 紙本著色         | 10幅       | 46.3x53.8         | 法人                                       | 1927年（昭和2年）    |                                                    |            |                                    |
| 白龍図       | 紙本著色         | 1幅        | 84.6x123.3        | 富山県水墨美術館                           | 1928年（昭和3年）    |                                                    |            |                                    |
| 黙雷禅師肖像 | 紙本著色         | 1幅        | 239.0x101.6       | 霊洞院                                     | 1631年（昭和6年）    |                                                    |            | 絶筆                               |